# Eilema nebuliferella
Eilema nebuliferella là một loài bướm đêm thuộc phân họ Arctiinae, họ Erebidae.